# Muzeum Kowalstwa w Wojciechowie
Muzeum Kowalstwa w Wojciechowie – powstało w 1993 roku. Zajmuje najwyższą kondygnację szesnastowiecznej Wieży Ariańskiej.
W muzeum znajduje się prawie 1500 eksponatów sztuki kowalskiej z kraju i zagranicy. Można tu zobaczyć w pełni wyposażoną starą kuźnię z paleniskiem, kowadłem, miechem kowalskim poruszanym ręcznie i wszystkimi narzędziami, które kowal wykorzystywał w swojej pracy. 
Zebrano także metalowe wyroby użytkowe – grace, motyki, kosy, sierpy, topór ciesielski lewostronny, przyrząd do mierzenia długości obręczy kół oraz wasąg i drewniane brony. Każda z tych rzeczy wykonana ręcznie, charakterystyczna dla regionu, z którego pochodzi, często podpisana znakiem kowala.
Muzeum posiada również bogatą kolekcję wyrobów artystycznych kilkudziesięciu kowali polskich, węgierskich i białoruskich. Są to głównie prace konkursowe, wykonywane podczas Ogólnopolskich Spotkań Kowali, Ogólnopolskich Warsztatów Kowalskich oraz Ogólnopolskich Targów Sztuki Kowalskiej. Wyroby te powstały za pomocą tradycyjnych technik kowalskich, z zachowaniem cech regionalnych. 
W ciągu swojej działalności Muzeum zgromadziło niezwykle ciekawe kolekcje kutych: krat, krzyży, zestawów kominkowych, wieszaków, świeczników, podstawek na butelki, wiatrowskazów, szyldów reklamowych, lamp, żyrandoli oraz kwietników. 
Muzeum Kowalstwa w Wojciechowie odwiedza rocznie ponad 8 tys. osób.